# 庫班蘇維埃共和國

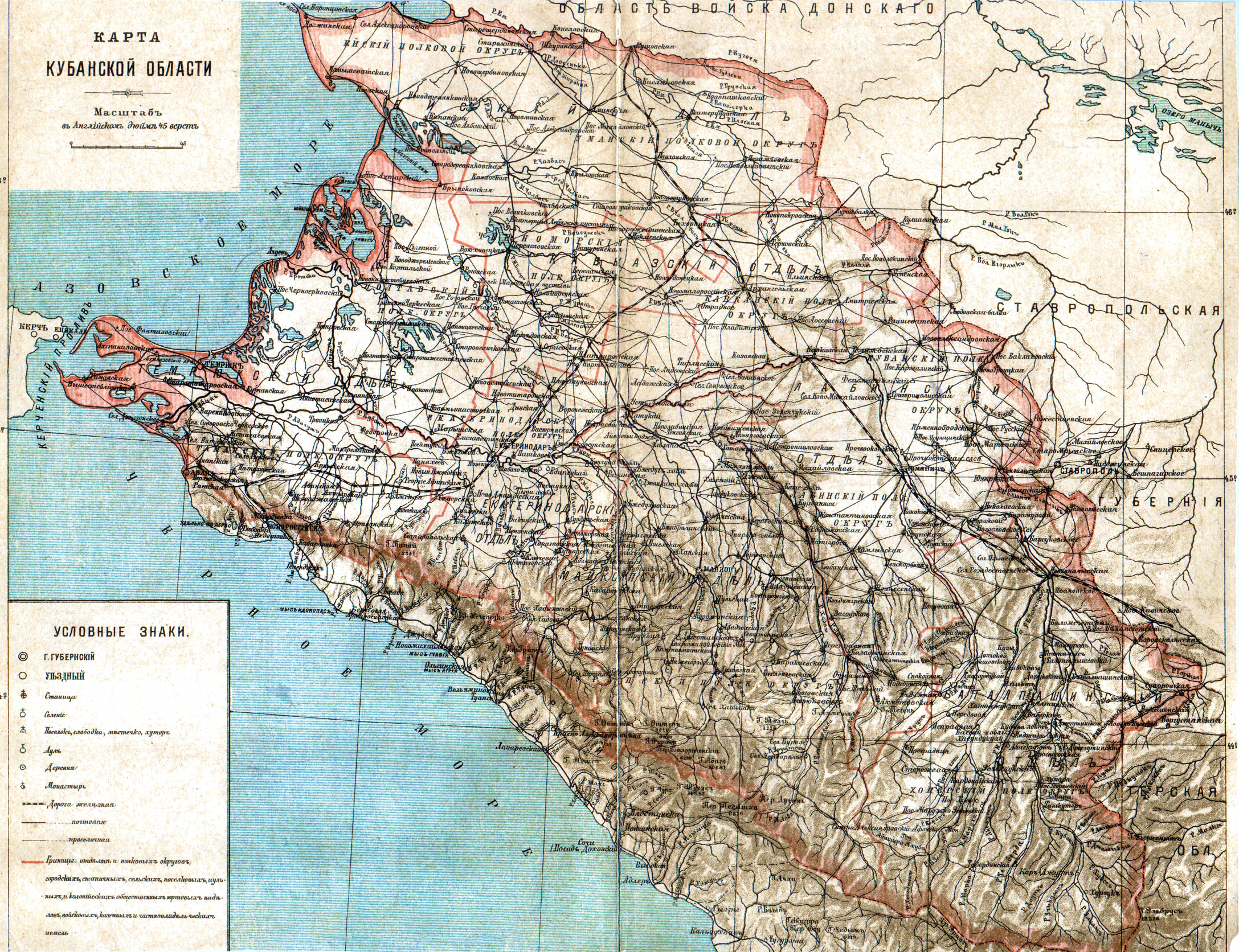
庫班蘇維埃共和國

庫班蘇維埃共和國（俄语：Кубанская Советская Республика）是蘇俄在北高加索地區建立的一個國家，其目的是對抗庫班人民共和國。由於庫班人民共和國是一個韃靼人的政權，農民大多指出蘇維埃一側。1918年5月30日，庫班蘇維埃共和國和黑海蘇維埃共和國合併為庫班-黑海蘇維埃共和國。